# Scheinhortensien
Die Scheinhortensien (Deinanthe) sind eine Pflanzengattung aus der Familie der Hortensiengewächse (Hydrangeaceae). Die Gattung umfasst zwei Arten, die in Japan beziehungsweise China heimisch sind.

## Beschreibung
Die Arten der Gattung sind ausdauernde, krautige Pflanzen, die aus einem Rhizom wachsen und bis zu 50 Zentimeter hoch werden. Die gestielten, gegenständigen Blätter laufen am äußersten Ende spitz zu oder sind gegabelt, der Rand ist grob gesägt. 
Die Blütenstände sind zymöse Rispen mit nickenden Blüten. Die äußeren Blüten sind unfruchtbar und kleiner als die inneren. Die fünf bis sechs Kelchblätter liegen dachziegelartig übereinander. Die fünf bis acht ebenfalls dachziegelartig angeordneten, bei den inneren Blüten fleischigen Kronblätter sind eiförmig, weiß, rotviolett bis blau und zur Blütezeit zurückgebogen.
Die Staubfäden der mehr als 200 Staubblätter sind fadenförmig, die Stylodien verwachsen. Der mittelständige Fruchtknoten ist vier- bis sechsfächrig, die Samenanlagen liegen darin quer und hängen herab. Die Frucht ist eine Kapsel, die sich am äußersten Ende öffnet, um die zahlreichen, 0,5 bis 1,5 Millimeter langen, geflügelten Samen freizugeben. Während der Öffnung der Kapsel reißen die verwachsenen Stylodien wieder auseinander.
Die Chromosomenzahl beträgt 2n = 34.

## Vorkommen
Die Blaue Scheinhortensie ist heimisch in China, die Zweispaltige Scheinhortensie in Japan. Beide Arten finden sich in feuchten Bergwäldern an nassen Felsen.

## Botanische Geschichte und Systematik
Die Gattung wurde 1867 von Carl Maximowicz erstbeschrieben. Innerhalb der Familie wird sie in die Unterfamilie Hydrangeoideae gestellt und dort in die Tribus Hydrangeae. Es gibt zwei Arten:
- Zweispaltige Scheinhortensie (Deinanthe bifida Maxim.)
- Blaue Scheinhortensie (Deinanthe caerulea Stapf)

## Nachweise
- L. Hufford: Hydrangeaceae. In: Klaus Kubitzki (Hrsg.): The Families and Genera of Vascular Plants. Volume 6: Flowering Plants, Dicotyledons: Celastrales, Oxalidales, Rosales, Cornales, Ericales. Springer, Berlin / Heidelberg / New York 2004, ISBN 3-540-06512-1, S. 211 (englisch, eingeschränkte Vorschau in der Google-Buchsuche).
- Hans Simon (Hrsg.): Die Freiland-Schmuckstauden. Handbuch und Lexikon der Gartenstauden. Begründet von Leo Jelitto, Wilhelm Schacht. 5. völlig neu bearbeitete Auflage. 2 Bände. Eugen Ulmer, Stuttgart (Hohenheim) 2002, ISBN 3-8001-3265-6, S. 273.